# 蕲州府
蕲州府，明朝时设置的府。
明朝初年，改蕲州路置。治所在蕲春县（今湖北省蕲春县西南蕲州镇）。辖境相当今湖北省长江以北、蕲春县以东地区。洪武九年（1376年）降为蕲州。 